# 738
| 738                |
| ------------------ |
| Dødsfald - Fødsler |
|                    |

| Gregoriansk kalender | 738 DCCXXXVIII          |
| Ab urbe condita      | 1491                    |
| Armensk kalender     | 187 ԹՎ ՃՁԷ              |
| Kinesiske kalender   | 3434 – 3435 丁丑 – 戊寅 |
| Etiopisk kalender    | 730 – 731               |
| Jødisk kalender      | 4498 – 4499             |
| Hindukalendere       |                         |
| - Vikram Samvat      | 793 – 794               |
| - Shaka Samvat       | 660 – 661               |
| - Kali Yuga          | 3839 – 3840             |
| Iransk kalender      | 116 – 117               |
| Islamisk kalender    | 120 – 121               |

Se også 738 (tal)

## Dødsfald
| År | Spire Denne artikel om et år, årti, århundrede eller årtusinde er en spire som bør udbygges. Du er velkommen til at hjælpe Wikipedia ved at udvide den. |